# Kalkhūrān
Kalkhūrān (persiska: كَلخوران) är en ort i Iran.   Den ligger i provinsen Ardabil, i den nordvästra delen av landet, 400 km nordväst om huvudstaden Teheran. Kalkhūrān ligger 1 431 meter över havet och antalet invånare är 390.
Terrängen runt Kalkhūrān är kuperad åt sydost, men åt nordväst är den platt. Runt Kalkhūrān är det ganska tätbefolkat, med 120 invånare per kvadratkilometer. Närmaste större samhälle är Ābī Beyglū, 17,3 km norr om Kalkhūrān. Trakten runt Kalkhūrān består i huvudsak av gräsmarker.